# Maxi 68
Maxi 68 är segelbåt tillverkad i omkring 1250 exemplar mellan 1976 och 1981. "68" står för längden i dm, det vill säga 6,8 meter och är därmed den minsta Maxi-båten. Tillverkare var Erje Produkter AB i Mariestad, senare  Mölnlycke Marin AB. Skrov och däck är i glasfiberarmerad plast där däcket har en sandwich-konstruktion. Kölen är tillverkad av järn, väger 650 kg och är en fenköl. Aktern är rak och rodret är utanpåliggande. Den har fyra kojer och ett litet pentry med utdragbar köksbänk. Salong och förpik är avskilda med skott. Plats för toalett under dynorna i förpiken. Riggen är av partial-typ (7/8-dels) och var från början försedd med en av Pelle Petterson konstruerad rigg (svarteloxerad), men ersattes senare av en standardrigg (silvereloxerad) från Seldén. Maxi 68 är godkänd av Sjöfartsverket (blå skylt) från och med nummer 276 och framåt.
Båttypen är godkänd för utombordare om max 7 kW (ca 10 hk).